# Biofarmàcia
La biofarmàcia és la ciència farmacèutica que estudia la biodisponibilitat dels fàrmacs en les seues formes farmacèutiques i la manera d'assolir el seu estat òptim mitjançant l'estudi de les interaccions fàrmac-forma farmacèutica-substrat biològic.
En els últims anys la biofarmàcia ha cobrat molta importància a causa de la necessitat de fer proves de bioequivalència als medicaments genèrics intercanviables.
Una prova de bioequivalència no és altra cosa que compara que 2 productes farmacèutics tinguen una biodisponibilitat que siga estadísticament igual, aquestes proves poden ser de dos tipus:
- In vitro: dissolució
- In vivo: usant pacients

La biofarmàcia para realitzar aquests i altres estudis aquesta íntimament relacionada amb molts dels principis de la farmacocinètica tant la clàssica com la poblacional o la clínica, així com requereix l'ús de models que expliquen aquests fenòmens.
La biodisponibilitat es defineix com la velocitat i quantitat per temps d'un fàrmac:
{\displaystyle F={\frac {[AUC]_{\hbox{po}}\cdot {\hbox{od}}_{\hbox{iv}}}{[AUC]_{\hbox{iv}}\cdot {\hbox{od}}_{\hbox{po}}}}}